# Palais de justice de Mont-de-Marsan
Le palais de justice de Mont-de-Marsan est un bâtiment administratif de Mont-de-Marsan, chef-lieu du département français des Landes. Il accueille le tribunal judiciaire, la cour d'assises des Landes, le conseil de prud'hommes et le tribunal de commerce.
Il se situe au 249 avenue du colonel Kw Rozanoff, dans le quartier Saint-Jean-d'Août. Il remplace depuis 2021 l'ancien palais de justice, qui se situait depuis 1811 à l'angle de la rue Victor-Hugo et de la rue de 8-Mai-1945.

## Le palais actuel
Le projet de création d'une nouvelle cité judiciaire est évoqué pour la première fois en 1983 par le ministre de la Justice Robert Badinter. Il se concrétise après la visite de Christiane Taubira, ministre de la Justice, en 2012 à Mont-de-Marsan.
Avec le temps, l'ancien palais de justice était en effet devenu vétuste, exigu et obsolète, gagnant la réputation d'être « l'un des plus moches de France ». Sur le réseau social Twitter, de facétieux avocats avaient même organisé un concours pour départager les tribunaux les moins attrayants, et celui de la préfecture des Landes était arrivé sur le podium, qualifié de « lépreux des Palais de justice ».
Près de quarante ans après la première évocation du projet, magistrats et fonctionnaires prennent possession de la nouvelle cité judiciaire le 20 août 2021. L'inauguration a lieu le 2 septembre 2021 par le ministre de la Justice Éric Dupond-Moretti.
Les nouvelles installations permettent de passer à la numérisation de la procédure pénale, chose impossible dans les anciens bâtiments. Avec un seul et même site pour tous les tribunaux de la juridiction, et des salles d'audience à la pointe de la technologie, les 120 magistrats et fonctionnaires qui occupent les lieux bénéficient de meilleures conditions de travail, ce qui est également bénéfique aux justiciables.

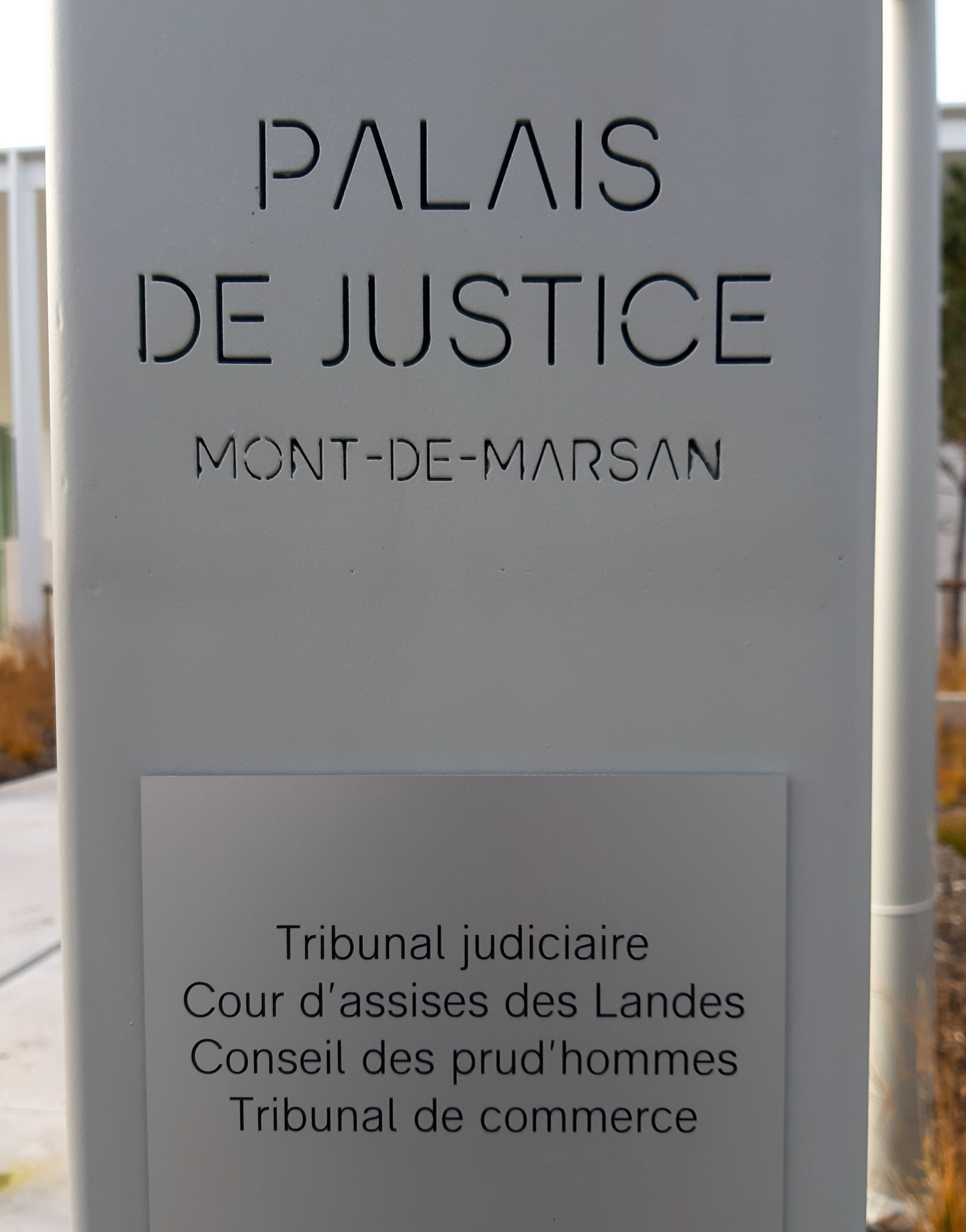
Enseigne du nouveau palais de justice de Mont-de-Marsan, ouvert en 2021

## Anciens palais de justice
Moyen Age
Au moment de la fondation de Mont-de-Marsan, palais de justice et prison sont installés dans le château vicomtal, où siégeaient durant le Moyen Âge la cour sénéchale et le présidial, tribunaux de l'Ancien Régime.
XIXe siècle
La ville de Mont-de-Marsan, élevée au rang de chef-lieu du département des Landes en 1790, se voit dotée d'un palais de justice, construit entre 1807 et 1811 à l'emplacement de l'église et du chœur des religieuses du couvent des Ursulines, devenu bien national à la Révolution française et presque entièrement rasé pour dégager les espaces fonciers nécessaires. Pour répondre à des besoins fonctionnels et sans doute aussi symboliques, la nouvelle prison de Mont-de-Marsan, la gendarmerie de Mont-de-Marsan et le nouveau palais de justice sont bâtis les une en face des autres, comme représenté sur le cadastre napoléonien de 1811.
Le projet initial, daté du 1er février 1807, est l'œuvre de l'ingénieur en chef Lobgeois. David-François Panay prend la suite des travaux. Il solennise la façade principale, donnant primitivement sur la rue Victor-Hugo, par un faux appareil de pierres apparentes. Au rez-de-chaussée, de simples baies en demi-cercle encadrent alors un porche central, trois marches débordant sur le trottoir permettaient d'accéder à la porte d'entrée encadrée par deux colonnes jumelées à fûts lisses. Les chapiteaux sont réalisés par le sculpteur bordelais Queva. Un entablement de style toscan surmontait le tout. Ce porche est démantelé en 1959.
De dimensions insuffisantes, le palais de justice est agrandi vers le nord en 1865-1866, dans un style homogène au précédent. Il fonctionne pendant plus de deux cents ans. Un orage de grêle d'une intensité exceptionnelle frappe le département le jeudi 19 août 1971. Le palais de justice, ainsi que d'autres établissements publics, subit à cette occasion des avaries. Devenu obsolète, il est remplacé par un nouveau palais de justice édifié au 249 avenue du colonel Kw Rozanoff et ouvert le 20 août 2021.

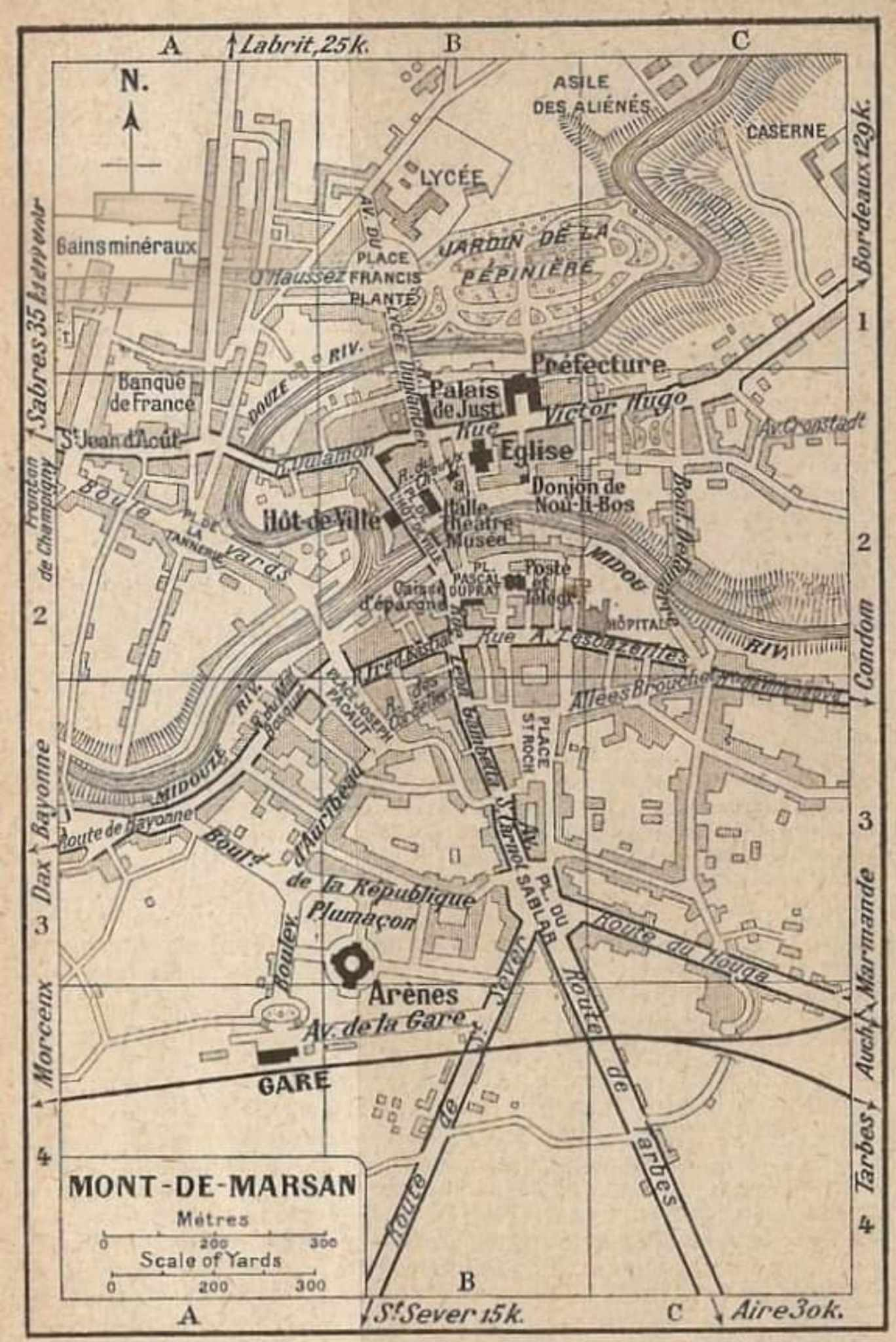
Emplacement de l'ancien palais de justice sur un plan de la ville.
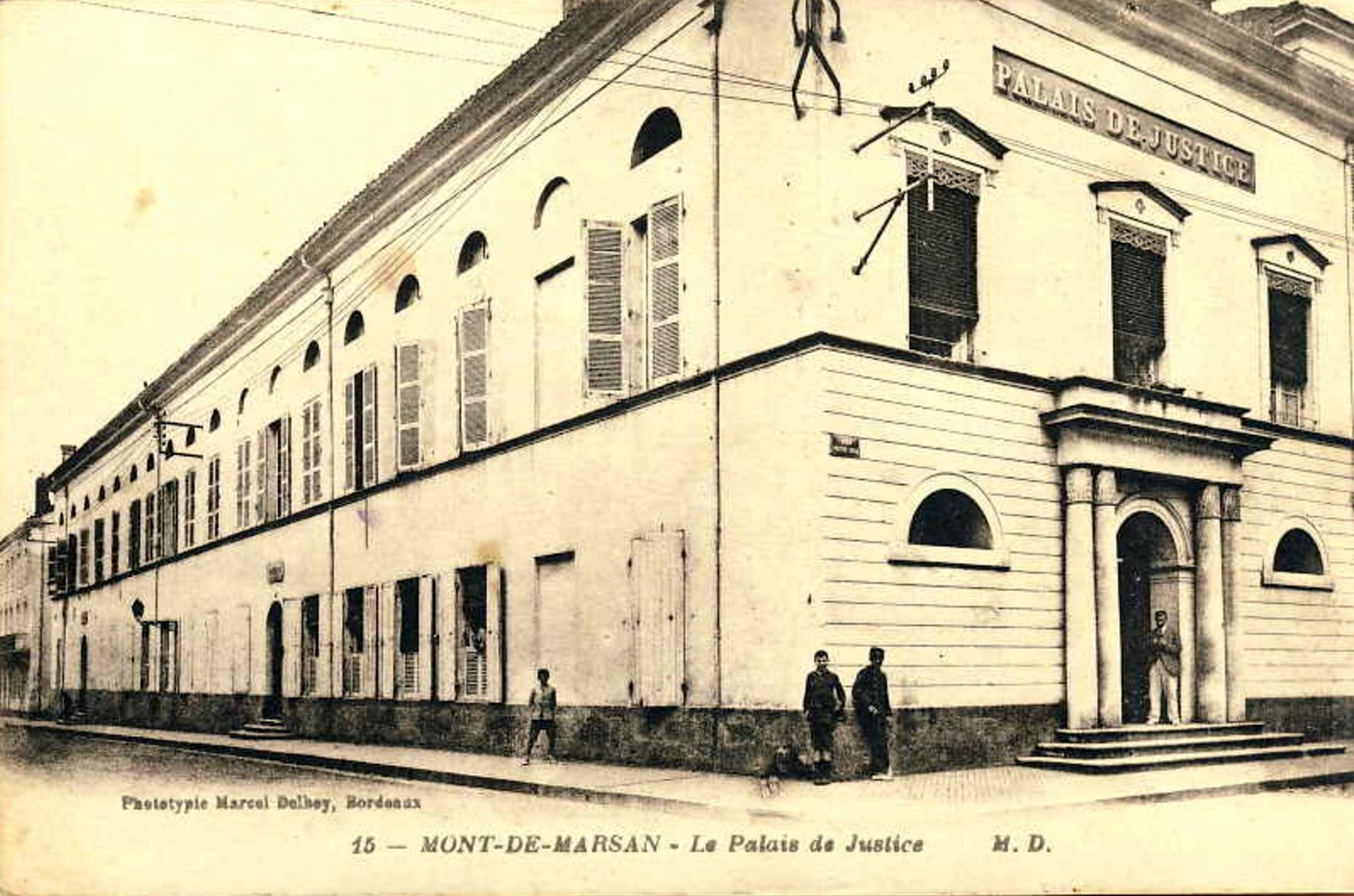
Ancien palais de justice de Mont-de-Marsan. Le portique d'entrée visible sur cette photo donnant sur la rue Victor-Hugo est détruit en janvier 1959[6].
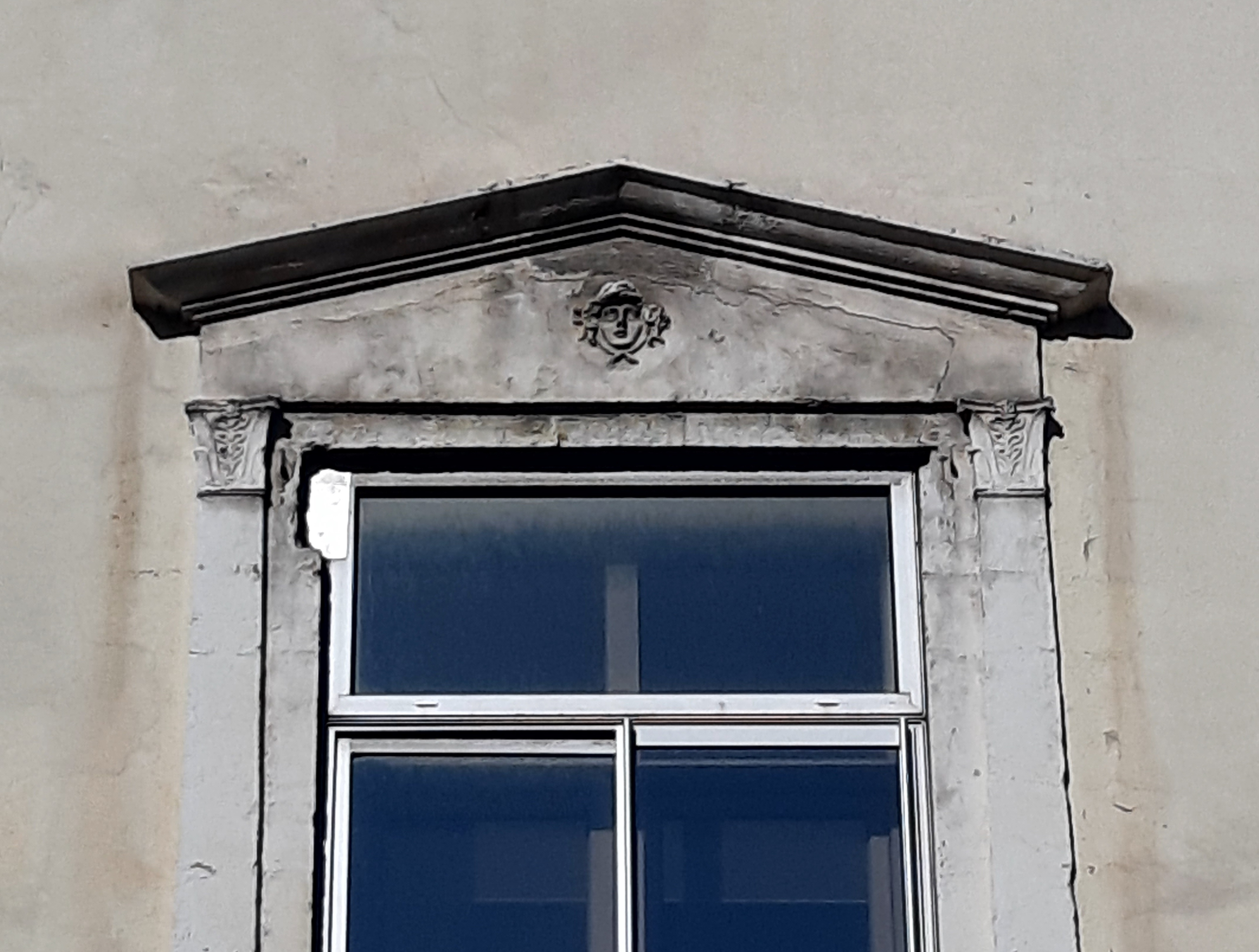
Mascaron de l'ancien palais de justice
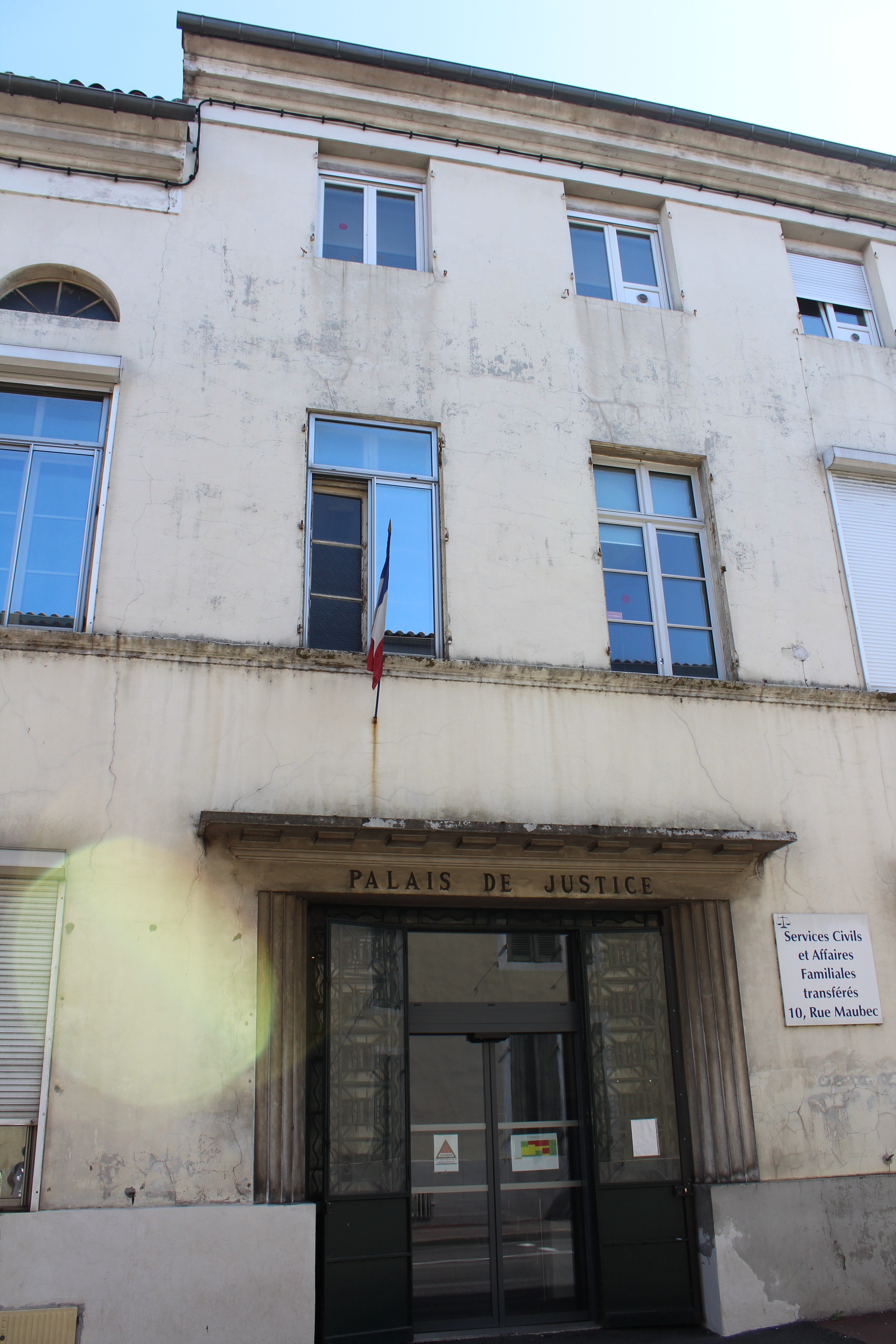
Façade de l'ancien palais de justice de Mont-de-Marsan, 5 rue du 8 mai 1945. Fermé en 2021.

### Procès d'assises
XIXe siècle
La première séance de la cour d’assises a lieu le 21 octobre 1811. La cour est alors compétente pour juger des meurtres, avortements ou infanticides et décide de la peine de mort, de la mise aux fers ou des travaux forcés à perpétuité. La première peine aux travaux forcés à perpétuité, prononcée pour un infanticide, date de 1825. Elle concerne une domestique gagée, Jeanninou. Celle-ci déclare devant le tribunal avoir accouché d'un enfant mort qu'elle a jeté dans une pièce d'eau voisine de la maison. Mais le jury la déclare coupable, en vertu de quoi elle est marquée au fer rouge sur l'épaule droite, des lettres «T.P.» (travaux à perpétuité) puis exposée le 19 juillet 1825 sur un échafaud dressé sur la place Saint-Roch avec un écriteau mentionnant ses nom, profession, domicile, cause de la condamnation, arrêt rendu contre elle.
Jean Ménaut et Joseph Daubagna sont condamnés le 7 novembre 1894 pour assassinat et sont guillotinés en public sur la place de la Tannerie le 3 janvier 1895 par les bourreaux Deibler père et fils. L'opération est placée sous la surveillance d'un détachement du 34e régiment d'infanterie stationné à la caserne Bosquet. 
XXe siècle
Le 24 janvier 1903, Théophile Lajoie égorge à coups de pince tranchante les époux Dubrana, 70 et 63 ans, dans leur maison située sur la place de l'église de Mézos, ainsi que leur domestique, surnommée Gracieuse, afin de les voler. Originaire de Mézos, où son père vit encore, Théophile Lajoie est établi à Paris. Il repart précipitamment avec son complice après l'assassinat. Il est arrêté à Nice en mai 1903 puis condamné à mort en janvier 1904. Son complice, nommé Mercier, réussit à s'enfuir en Italie.

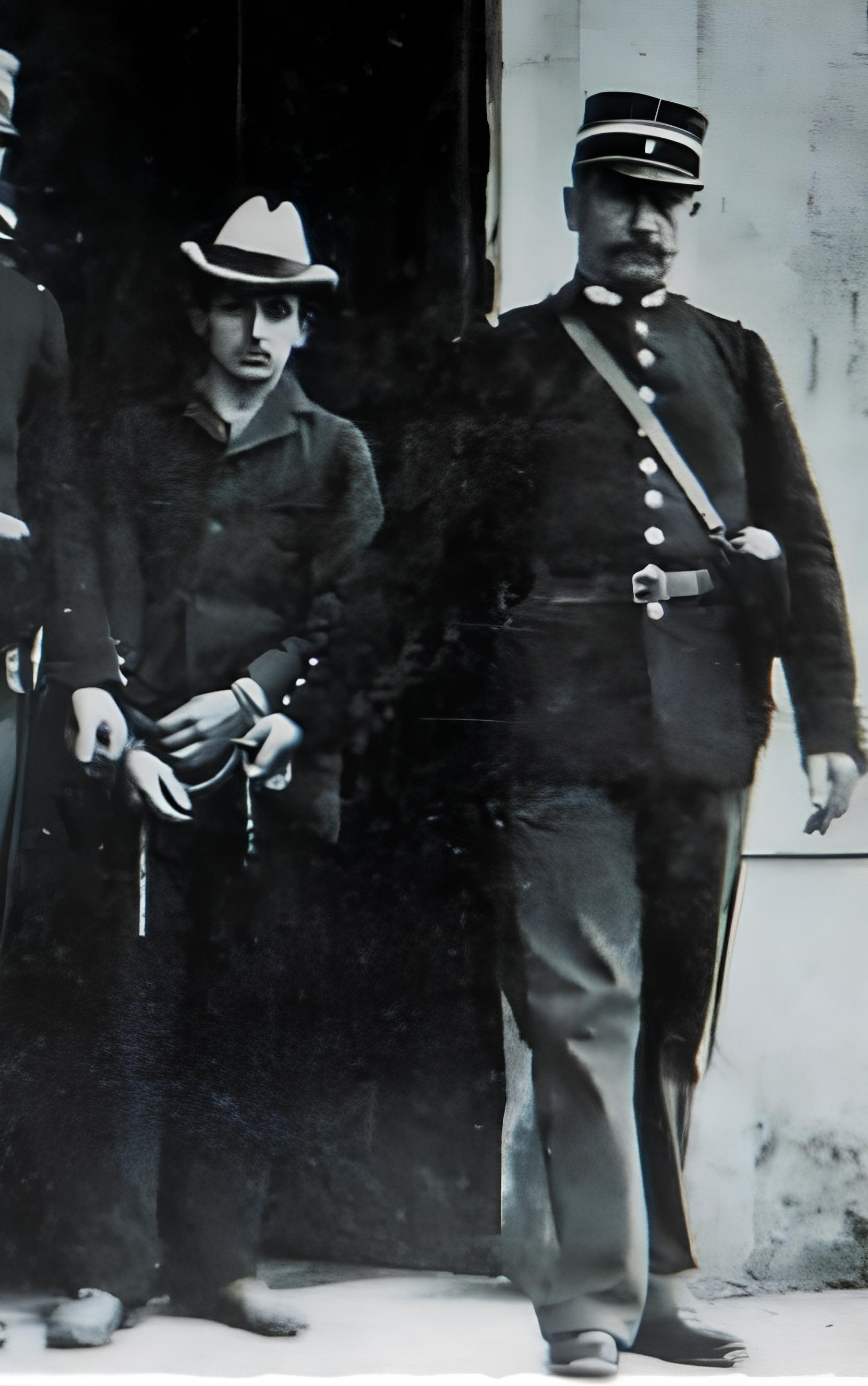
Théophile Lajoie escorté par deux gendarmes devant le palais de justice de Mont-de-Marsan à la fin de son procès.

Bernard-Louis Bordes dit Petit-Louis ou l'assassin de Bélis, est condamné à mort et exécuté le 12 juillet 1923 devant la prison. L'exécution publique nécessite le maintien de l'ordre par un service composé de policiers, de gendarmes et d'une compagnie du 14e régiment de tirailleurs sénégalais. Le dernier exécuté en public des Landes est l'assassin Étienne Bourdus le samedi 24 janvier 1931 au
milieu de la rue Armand-Dulamon.
Dans sa session du 8 janvier 1945, quelques mois après la libération de Mont-de-Marsan, la cour de justice de la préfecture des Landes condamne à mort le nommé Frédéric Hauss, agent de la Gestapo, qui est exécuté le 6 février 1945 à 7h45 près du terrain d'aviation. Il s'agit de la seule exécution capitale dans le département des Landes liée à l'épuration à la Libération en France sur les huit peines de mort prononcées.
Dans l'affaire de la « tuerie de Belhade », au cours de laquelle Jean-Claude Bonnefon, Lucienne Gousse et Michel Linder sont assassinés le 14 décembre 1985, deux procès se tiennent devant la cour d'assises des Landes. Le premier s'ouvre le 13 décembre 1989, le deuxième le 8 février 1993. A l'issue du deuxième procès, Francis Ardanny, Jean-Jacques Horvath et Daniel Barthélemy sont condamnés à la réclusion criminelle à perpétuité sans peine de sûreté. Jean-Pierre Alario écope de 15 ans de prison et Pascal Maillet de 18 ans.
XXIe siècle
Le 10 juin 2022, Hussein Ahmed est condamné à 30 ans de réclusion criminelle assortie d'une période de sûreté de 22 ans par la cour d'assises des Landes dans l'affaire Johanna Blanes,